# Bortolo Cunico
Bortolo Cunico (Asiago, 10 aprile 1837 – Asiago, 27 gennaio 1910) è stato un patriota italiano, oltre che garibaldino.

## Biografia
Figlio di Giovanni Battista Cunico e Orsola Guglielmi, dopo gli anni dedicati alle imprese militari il Cunico svolse ad Asiago l'attività di conduttore di carrozze.

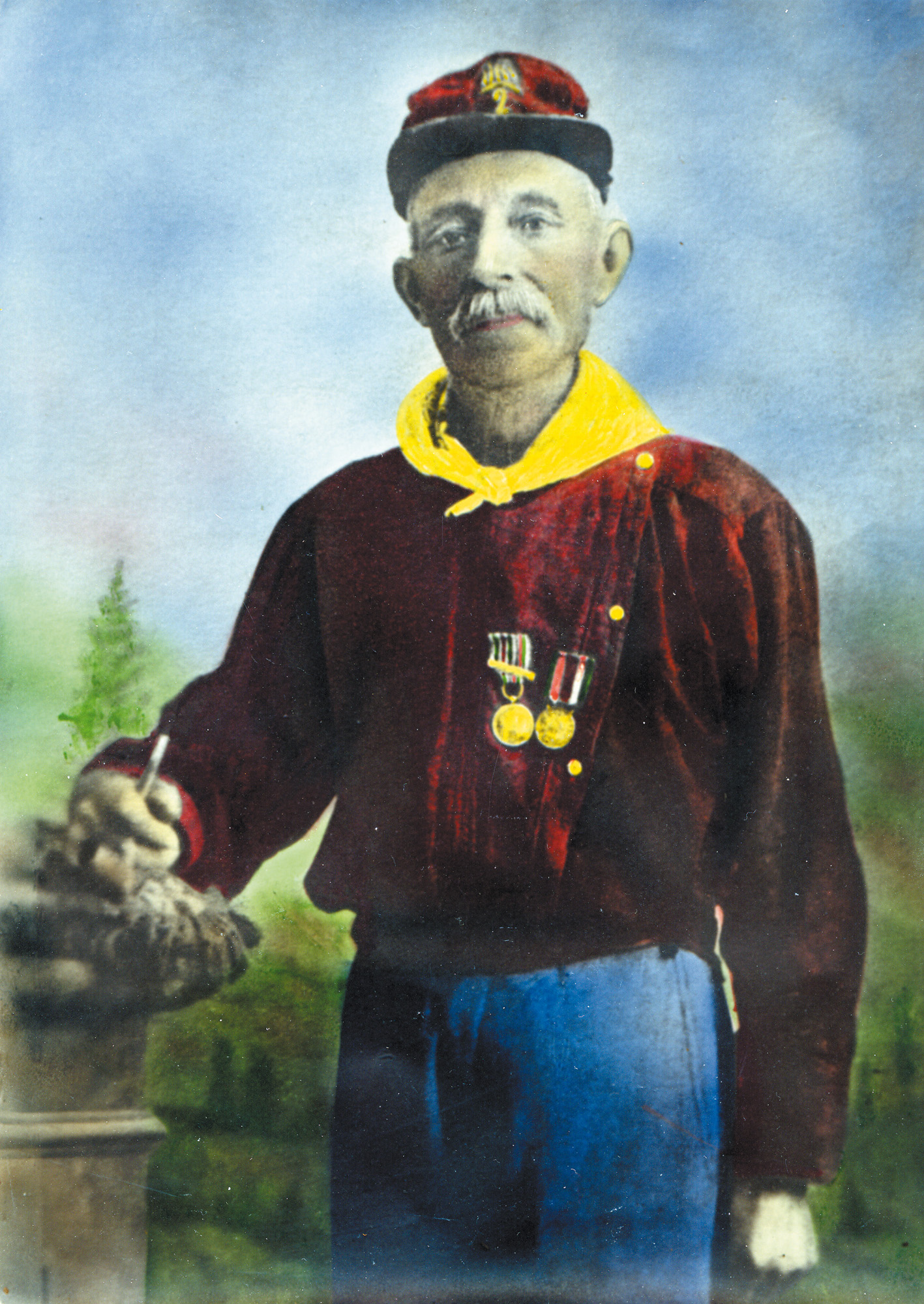
Bortolo Cunico posa nella divisa da Garibaldino con due delle tre medaglie ottenute durante la sua militanza nel Corpo dei Volontari Italiani. La fotografia è dei primi del Novecento ed è stata colorata artificialmente ancora all'epoca.

## La partecipazione allo sbarco a Marsala
Spinto da spirito patriottico e dall'entusiasmo, all'età di 23 anni Bortolo Cunico si arruolò nel Corpo dei Volontari Italiani e militò nel Secondo Corpo di Spedizione per la Sicilia che arrivò a Marsala l'11 maggio 1860, poche ore dopo l'inizio dello storico sbarco dei Mille, nella spedizione partita da Quarto (Genova).
Il Cunico salpò clandestinamente assieme ad altri Garibaldini su di un piccolo battello inglese dal quale, nonostante fosse stato fermato dai Borboni a Orbetello, riuscì - fuggendo - a proseguire verso la Calabria. Passato lo Stretto di Messina assieme ad altre imbarcazioni, giunse quindi a Marsala dopo le ore 22 dell'11 maggio 1860, circa nove ore dopo lo sbarco dei primi Garibaldini con il piroscafo Piemonte.
Dopo le operazioni militari che fecero seguito allo sbarco a Marsala, il Cunico combatté nella Battaglia di Milazzo (luglio 1860), in quella del Volturno (settembre-ottobre 1860) e in tutte le successive azioni e battaglie comandate da Giuseppe Garibaldi fin dopo la Giornata dell'Aspromonte il 29 agosto 1862, partecipando più tardi anche ai combattimenti nelle battaglie di Bezzecca (21 luglio 1866) e Mentana (3 novembre 1867).

## Il saluto a Garibaldi
Si racconta che nel luglio 1860 a Milazzo, quando il Cunico si trovava nella stiva dell'imbarcazione a cui era stato assegnato, egli stava consumando il suo pasto nella gavetta quando improvvisamente ricevette l'inaspettata visita di Giuseppe Garibaldi accompagnato dal Generale Cristiano Lobbia, anch'esso di Asiago. Bortolo Cunico scattò in piedi per salutare i superiori da buon soldato, ma il Lobbia riconobbe subito il paesano e lo abbracciò con affetto, suscitando commozione nello stesso Garibaldi. Il Lobbia si rivolse in dialetto veneto al Cunico: "Anca ti, Bortolo, te sì qua dala nostra Asiago?". I due si scambiarono un bacio e Garibaldi strinse la mano al Cunico, impietrito dall'emozione.

## La vita dopo lo sbarco a Marsala
Militando nelle file del Corpo dei Volontari Italiani Bortolo Cunico si conquistò tre medaglie con nastro di anzianità.
Cunico fu gioviale ed educato, dimostrando anche di possedere una certa cultura, sebbene di mestiere facesse il semplice conduttore di carrozze.
Sposò Domenica Carli, anch'essa di Asiago, con la quale ebbe sei figli: Giovanni Gaetano (n. 1865 - m. ?), Orsola (n. 1869 - m. ?), Giovanna Maria (n. 1871- m. 1872), Giuseppe (n. 1871 - m. 1935), Giovanna Maria "Nella" (n. 1873 - m. 1956) e Domenico (n. 1878 - m. ?).
Si dichiarava sempre fiero del suo passato di soldato della Patria. Ottenne la pensione di veterano dell'Indipendenza e nelle giornate di festa spesso portava il bonetto rosso e la camicia onorata dalle tre medaglie.
Sul suo servizio da volontario con Garibaldi e sulle traversie della sua avventurosa vita aveva stilato un corposo diario; il quaderno andò purtroppo perduto nell'incendio della casa di famiglia ad Asiago a causa dei bombardamenti austro-ungarici del 1916.
Fu legato da profonda amicizia ai molti conterranei patrioti, tra i quali l'avvocato Giulio Vescovi e l'argonauta dei Mille Gio Batta Colpi.
Quando morì, a 73 anni, fu vestito da Garibaldino e gli vennero tributati gli onori di combattente e patriota, con un corteo funebre che attraversò le principali vie di Asiago, con il feretro trasportato da una carrozza trainata da cavalli con un "tiro a quattro", all'epoca trattamento riservato solo alle persone più facoltose.